# Crying at the Discoteque
Crying at the Discoteque är en låt framförd av svenska gruppen Alcazar år 2000. Låten innehåller bland annat en sampling av franska sångerskan Sheila & B. Devotions hitlåt "Spacer" från  1979.

## Format och låtlistor
Dessa är formaten och låtlistorna på singlarna med "Crying at the Discoteque".

### CD-singel (BMG Sweden)
1. "Radio Edit" - 3:50
2. "Extended Version" - 4:58
3. "DeTox Dub Mix" - 6:29
4. "Pinocchio Tesco Mix" - 4:47

### CD-singel (BMG UK & Ireland)
1. "Radio Edit" - 3:50
2. "Illicit Remix" - 7:13
3. "Ivan's X Mix" - 7:18

### Vinylsingel (BMG Germany)
1. (Side A, track 1) "Illicit Mix" - 7:13
2. (Side A, track 2) "Mind Trap Disco Dub" - 7:52
3. (Side B, track 1) "Ivan's X Mix" - 7:18
4. (Side B, track 2) "Original Extended Version" - 4:57

## Listplaceringar
| Lista (2000-2002)   | Topplacering |
| ------------------- | ------------ |
| Australien          | 14           |
| Belgien (Flandern)  | 2            |
| Belgien (Vallonien) | 11           |
| Finland             | 14           |
| Frankrike           | 64           |
| Italien             | 4            |
| Schweiz             | 7            |
| Storbritannien      | 13           |
| Sverige             | 29           |
| Tyskland            | 3            |
| Österrike           | 14           |

### Fotnoter
1. ↑  ”Alcazar's 'Crying at the Discoteque' - Discover the Sample Source” (på engelska). WhoSampled. https://www.whosampled.com/sample/1454/Alcazar-Crying-at-the-Discoteque-Sheila-&-B.-Devotion-Spacer/. Läst 7 februari 2023.
2. ↑  http://www.discogs.com/Alcazar-Crying-At-The-Discoteque/master/104309 Lista över alla versioner och format på Discogs
3. ↑  ”Listplacering”. http://australian-charts.com/showitem.asp?interpret=Alcazar&titel=Crying+At+The+Discoteque&cat=s. Läst 27 juni 2011.
4. ↑  ”Listplacering”. http://www.ultratop.be/nl/showitem.asp?interpret=Alcazar&titel=Crying+At+The+Discoteque&cat=s. Läst 27 juni 2011.
5. ↑  ”Listplacering”. http://www.ultratop.be/fr/showitem.asp?interpret=Alcazar&titel=Crying+At+The+Discoteque&cat=s. Läst 27 juni 2011.
6. ↑  ”Listplacering”. http://finnishcharts.com/showitem.asp?interpret=Alcazar&titel=Crying+At+The+Discoteque&cat=s. Läst 27 juni 2011.
7. ↑  ”Listplacering”. http://lescharts.com/showitem.asp?interpret=Alcazar&titel=Crying+At+The+Discoteque&cat=s. Läst 27 juni 2011.
8. ↑  ”Listplacering”. http://italiancharts.com/showitem.asp?interpret=Alcazar&titel=Crying+At+The+Discoteque&cat=s. Läst 27 juni 2011.
9. ↑  ”Listplacering”. http://hitparade.ch/showitem.asp?interpret=Alcazar&titel=Crying+At+The+Discoteque&cat=s. Läst 27 juni 2011.
10. ↑  ”Listplacering”. Arkiverad från originalet den 25 maj 2012. https://archive.is/20120525155943/http://www.chartstats.com/release.php?release=29319. Läst 27 juni 2011.
11. ↑  ”Listplacering”. http://swedishcharts.com/showitem.asp?interpret=Alcazar&titel=Crying+At+The+Discoteque&cat=s. Läst 27 juni 2011.
12. ↑  ”Listplacering”. Arkiverad från originalet den 1 april 2012. https://web.archive.org/web/20120401104645/http://musicline.de/de/chartverfolgung_summary/title/ALCAZAR/Crying+At+The+Discoteque/single. Läst 27 juni 2011.
13. ↑  ”Listplacering”. http://austriancharts.at/showitem.asp?interpret=Alcazar&titel=Crying+At+The+Discoteque&cat=s. Läst 27 juni 2011.